# LDPlayer

Logo

LDPlayer è un emulatore gratuito di Android su PC che hanno un sistema operativo Windows.  Esso è basato su VirtualBox in modalità headless, cioè priva di interfaccia utente, eseguita su schermo nero. Il programma contiene nativamente Google Play Store mediante il quale fornisce la possibilità di scaricare e installare tutte le applicazioni di Android, a partire da Gboard con il riconoscimento vocale (icona del microfono), ma anche i giochi 3D, il mouse, la tastiera e il multi-touch.
La versione Pro è priva di annunci a pagamento.

## Versioni
- 2018: LDPlayer 3 per Android 5. Con la popolarità di Free Fire e con una migliore personalizzazione, la diffusione di LDPlayer ottenne un grande successo.
- inizio 2021: LDPlayer 4 per Android 7, ottimizza la compatibilità con giochi che necessitano di risorse, oltre a aggiungere nuove funzionalità,
- agosto 2022: LDPlayer 5 per Android 9.

Al 2023, la versione corrente è LDPlayer 9.

## Svantaggi
- Codice sorgente chiuso e proprietario.
- I requisiti di sistema sono elevati. Per supportare i giochi 3D è necessaria una scheda grafica con almeno 512 MB di RAM e un processore Pentium IV o superiore.
- Il supporto della virtualizzazione è necessario per migliorare le prestazioni.
- Come tutti gli altri emulatori Android, anche LDPlayer è affetto da ampi dubbi circa la sicurezza, ad esempio la protezione della privacy, sebbene esistano anche opinioni in senso contrario.[3]

## Prodotti correlati
- Anbox
- BlueStacks App Player
- Noxplayer
- MEmuplay
- MuMu Player